# Panik im Jahre Null
Panik im Jahre Null (im Original Panic in Year Zero!) ist ein US-amerikanischer Science-Fiction-Film von Ray Milland aus dem Jahr 1962. Das Drehbuch basiert auf den Erzählungen Lot und Lot's Daughter von Ward Moore. Die Erstaufführung in Deutschland fand am 6. April 1996 im deutschen Fernsehen auf Kabel 1 statt.

## Handlung
Harry Baldwin, seine Frau Ann und die Kinder Rick und Karen machen sich auf den Weg zu einem Angelausflug. Sie haben gerade Los Angeles verlassen, als die Stadt von einer Atomrakete getroffen wird. Der dritte Weltkrieg hat begonnen. Die Familie will sofort zurückkehren, um die Großeltern mitzunehmen, aber angesichts der Panik und des Chaos in der Stadt beschließen sie, doch zu ihrem Ziel zu fahren und dort die weitere Entwicklung abzuwarten. Auf der Reise decken sie sich mit Vorräten ein. Weil Harry aber nicht genug Bargeld mit sich führt, möchte er den Rest per Scheck bezahlen. Der Ladeninhaber Johnson akzeptiert aber keine Schecks, also nehmen sie ihm die restlichen Sachen mit Gewalt weg.
Die Baldwins begegnen den drei jungen Ganoven Carl, Mickey und Andy. Doch sie können die drei hinter sich lassen. Die weitere Fahrt ist grauenhaft, aber sie erreichen ihr Ziel. Die Familie lagert in einer Höhle und wartet darauf, von dort umgelagert zu werden. Ihre Nachbarn sind ausgerechnet Ladenbesitzer Johnson und seine Frau. Nach kurzer Zeit tauchen die drei Verbrecher wieder auf und erschießen die Johnsons. Ein anderes Farmer-Ehepaar wird von den dreien ebenfalls erschossen. Deren Haus nutzt die Bande nun als Unterschlupf, aber auch als Gefängnis für Marilyn, der jugendlichen Tochter des getöteten Farmer-Ehepaares. Als Mutter Baldwin mit Karen zum Fluss geht, um Wäsche zu waschen, treibt unbemerkt ein Wäschestück den Fluss runter. Die beiden Verbrecher Mickey und Andy, die das Wäschestück erspähen, spüren so Karen auf und überfallen sie, um sich an ihr zu vergehen. Mutter Ann kann die beiden jedoch mit dem Gewehr vertreiben und Karen gerade noch vor einer Vergewaltigung retten. Harry und Rick spüren die beiden Marodeure im Farmhaus auf und töten sie. Dabei finden sie Marilyn und nehmen sie bei sich auf. Carl ist nun allein und versucht, Marilyn wieder zurückzuholen. Während sie mit Rick unterwegs ist, um Holz zu beschaffen, wird Marilyn von Carl überfallen und mit einer Pistole bedroht. Rick und Marilyn können Carls Angriff abwehren, doch dabei wird Rick am Bein schwer verletzt, während Carl von Marilyn erschossen wird.
Mit Hilfe von Marilyn wird Rick zu Doktor Strong gebracht. Strong kann nur erste Hilfe leisten, Rick muss unbedingt in einem Armee-Hospital operiert werden, oder er wird an der Verletzung sterben. Doch das nächste Hospital ist mehr als 100 Meilen entfernt. Die Baldwins fahren in die Richtung des Hospitals, wobei sie von Marilyn begleitet werden. Unterwegs werden sie plötzlich wieder von mehreren bewaffneten Männern aufgehalten. Anhand einer Maschinengewehrsalve erkennt Harry aber, dass es sich um Soldaten handelt, denn nur dem Militär sind in den USA automatische Waffen erlaubt. Nach einer kurzen Wortwechsel werden die Baldwins mit Marilyn durchgewinkt, damit sie zum Hospital kommen können.

## Kritiken
Das Lexikon des internationalen Films schrieb, der Film sei ein „darstellerisch überzeugendes postapokalyptisches Drama“.

## Hintergrund
Gedreht wurde die Produktion der American International Pictures in Kalifornien.
Ray Milland, 1946 als bester Hauptdarsteller mit dem Oscar ausgezeichnet, arbeitete als Regisseur fünfmal an Spielfilmen und neunmal an TV-Serien-Episoden. In den Spielfilmen trat er auch stets als Hauptdarsteller auf. Für Jean Hagen war es – ebenso wie für Richard Garland – der vorletzte Auftritt in einem Kinofilm. Für Neil Nephew sogar der letzte, während Mary Mitchel das zweite Mal in einem Spielfilm mitwirkte.
Das Produzententeam um Arnold Houghman (seine einzige Arbeit als Produzent) und Lou Rusoff wurde von den ausführenden Produzenten James H. Nicholson und Samuel Z. Arkoff ergänzt. Kameramann Gilbert Warrenton arbeitete in seiner Karriere an über 160 Filmen mit. Dieser Film ist seine vorletzte Arbeit. Die Spezial-Effekte stammen von Lawrence W. Butler, der 1941 für Der Dieb von Bagdad mit dem Oscar ausgezeichnet wurde.

## Veröffentlichungen
Im Jahr 2005 brachte AIP den Film auf DVD heraus. Für den deutschen Markt war 2010 die Firma Ostalgica zuständig.
Im Jahr 2021 wurde der Film von Anolis auf einer limitierten Blu-ray veröffentlicht. Er erschien in der Reihe „Der Fluch der Galerie des Grauens“.